# Paolo Panelli
Paolo Panelli (Roma, 15 luglio 1925 – Roma, 19 maggio 1997) è stato un attore, comico e conduttore televisivo italiano.

## Biografia

Paolo Panelli, Delia Scala e Nino Manfredi in Canzonissima (1959)

Ha iniziato la sua carriera teatrale dopo essersi diplomato presso l'Accademia nazionale d'arte drammatica di Roma e aver mosso i primi passi sul palcoscenico come attore nel teatro di rivista. Ha debuttato nel 1946 con Il giardino dei ciliegi e ha lavorato al Teatro Piccolo di Roma fino al 1951, dedicandosi sempre di più al mondo della radio e a quello della televisione che gli diede il grande successo popolare, assieme all'interpretazione delle commedie musicali della ditta Garinei e Giovannini: Buonanotte Bettina (1955-1956), L'adorabile Giulio (1957-1958) e Un trapezio per Lisistrata (1958-1959). Nel 1959 vinse il Microfono d'argento come miglior personaggio televisivo dell'anno, per la conduzione di Canzonissima, assieme a Delia Scala e Nino Manfredi. Dello stesso programma condusse anche l'edizione del 1968, insieme a Mina e a Walter Chiari.
È stato ospite in trasmissioni televisive e radiofoniche di successo, come Studio Uno e il programma radiofonico Gran varietà e quello omonimo televisivo di Rete 4, Gran varietà, nei personaggi del "tassinaro", di Cecconi Bruno (Ceccon Brown) e Menelao Strarompi. In esse ha mostrato le sue doti di attore comico, a volte dissacrante, con i suoi personaggi macchiettistici, interprete della romanità ma anche dei vizi dell'italiano medio. Negli anni ottanta partecipa, insieme alla figlia Alessandra, allo spettacolo teatrale Per quanto, su testi di Stefano Viali, e alla trasmissione radiofonica Varietà, varietà, anche come conduttore.
Lavorò a fianco della moglie, Bice Valori, e con lei fu il protagonista di innumerevoli trasmissioni televisive sin dal 1952, anno in cui i due attori si sposarono, restando insieme fino alla morte di lei; tra queste vanno ricordate Pep - Piccola Enciclopedia Panelli, del 1963, Speciale per noi, del 1971, e Ma che sera, del 1978. Alla radio partecipò, con la moglie, alla prima edizione del programma Più di così..., nel 1977. Nel 1961 recitò nella commedia musicale Rinaldo in campo di Garinei e Giovannini, con Domenico Modugno, Delia Scala, Franco Franchi e Ciccio Ingrassia, nella parte di "Chiericuzzu", in cui lui, attore comico, dà una grande prova, anche di attore drammatico, nel momento della morte del personaggio.
È stato interprete, come caratterista, di numerose pellicole tra le quali Noi duri (1960) di Camillo Mastrocinque, L'assassino (1961) di Elio Petri, Il conte Tacchia (1982), Sing Sing e Questo e quello (1983) di Sergio Corbucci, Grandi magazzini (1986) di Castellano e Pipolo, Splendor (1989) di Ettore Scola, con cui ottenne una candidatura come miglior attore non protagonista ai David di Donatello 1989. Notevole anche la sua partecipazione al film Parenti serpenti di Mario Monicelli (1992). Ne Il conte Tacchia, interpretando il ruolo del padre del protagonista (Enrico Montesano), svolge il lavoro di falegname, nella realtà suo importante hobby. Nel 1992 partecipò a Magazine 3, insieme a Oreste De Fornari, Gloria De Antoni e Daniele Luttazzi. Termina la propria carriera nelle due stagioni (1995-1996) del telefilm Pazza famiglia di Enrico Montesano.
Paolo Panelli morì il 19 maggio 1997, all'età di 71 anni, per un edema polmonare. I funerali vennero celebrati il 21 maggio presso la chiesa di Santa Maria Regina Apostolorum, nel quartiere Prati a Roma, dove ha vissuto per molti anni, alla presenza di amici e colleghi del cinema e del teatro; successivamente è stato tumulato nel cimitero Flaminio-Prima Porta. Alla sua morte, il collega Gigi Proietti ha scritto in sua memoria un sonetto, dal titolo In morte di Paolo Panelli.

## Filmografia

### Cinema
- Alfa Tau!, regia di Francesco De Robertis (1942)
- Guarany, regia di Riccardo Freda (1948)
- Arrivederci, papà!, regia di Camillo Mastrocinque (1948)
- Rondini in volo, regia di Luigi Capuano (1949)
- Contro la legge, regia di Flavio Calzavara (1950)
- Cuori sul mare, regia di Giorgio Bianchi (1950)
- Parigi è sempre Parigi, regia di Luciano Emmer (1951)
- L'ultima sentenza, regia di Mario Bonnard (1951)
- Solo per te Lucia, regia di Franco Rossi (1952)
- Moglie per una notte, regia di Mario Camerini (1952)
- Ho scelto l'amore, regia di Mario Zampi (1952)
- Scampolo '53, regia di Giorgio Bianchi (1953)
- I sette dell'Orsa maggiore, regia di Duilio Coletti (1953)
- La voce del silenzio, regia di Georg Wilhelm Pabst (1953)
- Ridere! Ridere! Ridere!, regia di Edoardo Anton (1954)
- Divisione Folgore, regia di Duilio Coletti (1954)
- La grande speranza, regia di Duilio Coletti (1954)
- La moglie è uguale per tutti, regia di Giorgio Simonelli (1955)
- Bella non piangere!, regia di David Carbonari (1955)
- I dritti, regia di Mario Amendola (1957)
- Mia nonna poliziotto, regia di Steno (1958)
- Le dritte, regia di Mario Amendola (1958)
- Noi duri, regia di Camillo Mastrocinque (1960)
- I Teddy boys della canzone, regia di Domenico Paolella (1960)
- Le signore, regia di Turi Vasile (1960)
- Akiko, regia di Luigi Filippo D'Amico (1961)
- L'assassino, regia di Elio Petri (1961)
- Cronache del '22, registi vari (1961)
- Siamo tutti pomicioni, regia di Marino Girolami (1963)
- Il giorno più corto, regia di Sergio Corbucci (1963)
- I marziani hanno 12 mani, regia di Castellano e Pipolo (1964)
- La danza delle ore, episodio di Io uccido, tu uccidi, regia di Gianni Puccini (1965)
- Rita la zanzara, regia di Lina Wertmüller (1966)
- Amore all'italiana, regia di Steno (1966)
- Perdono, regia di Ettore Maria Fizzarotti (1966)
- Io, io, io... e gli altri, regia di Alessandro Blasetti (1966)
- Gli altri, gli altri... e noi, regia di Maurizio Arena (1967)
- Zum Zum Zum - La canzone che mi passa per la testa, regia di Bruno Corbucci (1968)
- Gli infermieri della mutua, regia di Giuseppe Orlandini (1969)
- Zum Zum Zum nº 2, regia di Bruno Corbucci (1969)
- Mezzanotte d'amore, regia di Ettore Maria Fizzarotti (1970)
- Nel giorno del Signore, regia di Bruno Corbucci (1970)
- Il conte Tacchia, regia di Sergio Corbucci (1982)
- Sing Sing, regia di Sergio Corbucci (1983)
- Questo e quello, regia di Sergio Corbucci (1983)
- Grandi magazzini, regia di Castellano e Pipolo (1986)
- Quelli del casco, regia di Luciano Salce (1988)
- Splendor, regia di Ettore Scola (1989)
- Verso sera, regia di Francesca Archibugi (1990)
- Parenti serpenti, regia di Mario Monicelli (1992)

### Televisione
- Ma che sera (1978)
- I nostri sogni, commedia di Ugo Betti, regia di Guglielmo Morandi, trasmessa il 21 gennaio 1955.
- Piazza Navona – serie TV, episodio 1x06 (1988)
- I ragazzi della 3ª C – serie TV, 5 episodi (1989)
- Il vigile urbano – serie TV, episodio 1x01 (1989)
- Pazza famiglia – serie TV, 20 episodi (1995-1996)

## Doppiatori italiani
- Vinicio Sofia in La moglie è uguale per tutti
- Carlo Romano in Bella non piangere

## Teatro

Paolo Panelli in compagnia della moglie, Bice Valori, abbraccia il regista Antonello Falqui

- La famiglia dell'antiquario di Carlo Goldoni, regia di Alfredo Zennaro. Teatro Quirino di Roma, 17 aprile 1946.
- E lui dice... di Benecoste, regia di Adolfo Celi (maggio 1947)
- La fiera delle maschere, realizzazione di Vito Pandolfi, 22 agosto 1947.
- Cristo ha ucciso di Gian Paolo Callegari, regia di Guido Salvini. Teatro La Fenice di Venezia, 14 ottobre 1948.
- Col naso lungo e le gambe corte di Pietro Garinei e Sandro Giovannini (1948)
- Don Giovanni o Il convitato di pietra di Molière, regia di Orazio Costa, 4 febbraio 1949.
- La leggenda di Liliom di Ferenc Molnár, regia di Orazio Costa, 6 giugno 1950.
- La dodicesima notte di Shakespeare, regia di Orazio Costa. Teatro Verdi di Trieste, 29 luglio 1950.
- Tre atti unici (Amicizia, Requie a l'anema soja... e La voce del padrone) di Eduardo De Filippo, regia di Eduardo De Filippo, 10 maggio 1952.
- Il borghese gentiluomo di Molière, regia di Tat'jana Pavlovna Pavlova (1952)
- Controcorrente di Vittorio Metz e Marcello Marchesi (1953)
- Senza rete di Alberto Bonucci e Paolo Panelli (1954)
- Buonanotte Bettina di Garinei e Giovannini (1956)
- L'adorabile Giulio di Garinei e Giovannini (1957)
- Un trapezio per Lisistrata di Garinei e Giovannini (1958)
- Rinaldo in campo di Garinei e Giovannini, 12 settembre 1961.
- L'alba, il giorno e la notte di Dario Niccodemi, regia di Luciano Mondolfo (1966)
- La bottega del caffè di Carlo Goldoni, regia di Giuseppe Patroni Griffi (1967)
- Niente sesso, siamo inglesi di A. Marriot, regia di Garinei e Giovannini, Teatro Sistina di Roma (1973)
- Aggiungi un posto a tavola di Garinei, Giovannini e Iaia Fiastri, regia di Garinei e Giovannini. Teatro Sistina di Roma, 8 dicembre 1974.
- Accendiamo la lampada di Garinei e Giovannini (1980)

## Carosello
Paolo Panelli partecipò a numerose serie della rubrica pubblicitaria televisiva Carosello:
- nel 1957, insieme a Lyla Rocco pubblicizzò lo shampoo Bipantol della Società farmaceutica Ravizza;
- nel 1958, insieme a Elio Pandolfi e Sandro Pistolini, il cioccolato Kon Tiki della Nestlé;
- nel 1959 e 1960, insieme a Mimmo Poli, la crema di formaggio Bel Paese della Galbani;
- nel 1965, insieme a Cesare Gelli la cera Kendall;
- nel 1967 la camicia Vistel della Snia Viscosa;
- nel 1969, insieme a Franco Giacobini, le assicurazioni dell'INA;
- dal 1970 al 1974, insieme alla moglie Bice Valori, l'olio di oliva Dante e quello di semi Oio per la Costa;
- nel 1976 ancora con Bice Valori l'olio di semi Oio.

## Prosa radiofonica Rai
- Sei personaggi in cerca di autore, commedia di Luigi Pirandello, regia di Orazio Costa, trasmessa il 4 gennaio 1951.
- Il giocoliere della vergine di Ronald Duncan, regia di Alberto Casella (1952)
- Assunta Spina, dramma di Salvatore Di Giacomo, regia di Alberto Casella, trasmessa il 1⁰ maggio 1953.
- Il destino di chiamarsi Zadig di Antonio Passaro, regia di Anton Giulio Majano, trasmessa il 18 giugno 1956.
- Casa cuore infranto, commedia di George Bernard Shaw, regia di Corrado Pavolini, trasmessa il 16 novembre 1956.
- Il ratto di Proserpina di Rosso di San Secondo, regia di Alberto Casella, trasmessa l'11 giugno 1957.